# Петрунин, Борис Викторович
Борис Викторович Петрунин (28 июля 1946, д. Ошарово, Даурский район, Красноярский край — 10 марта 2022, Красноярск) — генерал-лейтенант милиции, почётный работник УВД Красноярского края. Начальник УВД Красноярского края (1992—1999).

## Биография
В 1967 году начал службу в органах внутренних дел, будучи курсантом Омской высшей школы милиции МВД СССР.
С 1971 по 1982 год служил на оперативных должностях в красноярском краевом аппарате уголовного розыска.
В 1982—1987 годах — заместитель начальника УВД города Красноярска.
В 1987 году возглавил управление уголовного розыска УВД Красноярского края, а в 1991 году занял должность заместителя начальника Службы криминальной милиции Красноярского края.
В 1992—1999 годах — начальник УВД Красноярского края. По информации ряда СМИ, занимая этот пост, Петрунин установил тесные связи с одним из лидеров преступного мира края Анатолием Быковым, которая, впрочем, не нашла подтверждения.
После отставки с поста начальника УВД был переведён в Москву, консультантом в Росвооружение.
19 марта 2002 года вместе с депутатом Государственной думы Геннадием Дружининым попал в серьёзное ДТП под Красноярском. В результате аварии Петрунин перенёс тяжёлый инсульт, был в коме и оказался прикован к инвалидному креслу.
В последние годы проживал в собственном доме в посёлке Усть-Мана. Умер в Красноярске 10 марта 2022 года.

## Семья
Женат. Супругу зовут Екатерина Трофимовна. Есть две дочери, три внука.

## Награды
- Орден Почёта
- Медаль «За трудовое отличие»
- Медаль «За безупречную службу» III степени
- Почётный работник УВД Красноярского края (1999)